# Puchary doniczkowate
Puchary doniczkowate – eneolityczny typ naczynia występujący w kulturze grobów jednostkowych, kulturze ceramiki sznurowej i kulturze pucharów dzwonowatych. Wykształciły się prawdopodobnie równocześnie na terenach Jutlandii oraz Kujaw, z tym że w Jutlandii znaleziska tego typu liczone są w tysiącach, a na terenie Polski w setkach egzemplarzy. Dość wcześnie puchary doniczkowate spotykane są na Półwyspie Iberyjskim i związane są z kulturą pucharów dzwonowatych.